# Robert Zapotoczny
Robert Zapotoczny (ur. 8 kwietnia 1975 w Świętochłowicach) – polski ekonomista i politolog, ekspert w obszarze ubezpieczeń. Współtwórca programu Pracowniczych Planów Kapitałowych (PPK). Od października 2018 prezes spółki PFR Portal PPK.

## Wykształcenie
W 2000 ukończył studia politologiczne na Wydziale Nauk Społecznych Uniwersytetu Śląskiego. W 2001 rozpoczął naukę na studiach podyplomowych z zakresu ubezpieczeń zdrowotnych na Uniwersytecie Ekonomicznym w Katowicach.

## Praca zawodowa
Rozpoczął karierę zawodową jako dyrektor sprzedaży ds. pośredników finansowych[3] w Amplico AIG Life. Następnie w ING jako dyrektor ds. sprzedaży pośrednictwa oraz klientów korporacyjnych. Od 2009 zajmował się m.in. zarządzaniem działalnością w zakresie ubezpieczeń korporacyjnych, zarządzaniem kanału dystrybucji brokerów (MLA) i jego usprawnianiem, rozwojem nowych produktów. Reprezentował ING Life & Pensions w Komisji Ubezpieczeń Życiowych działającej przy Polskiej Izbie Ubezpieczeń.
Następnie w spółce Pramerica jako dyrektor sprzedaży Niezależnego Doradztwa Finansowego w latach 2012–2013. Odpowiadał za przygotowanie strategii rozwoju dystrybucji w sektorze finansowym, przygotowanie i realizację projektu we współpracy z DK Notus. Był także odpowiedzialny za współpracę z IFA i innymi instytucjami finansowymi.
W latach 2013–2014 dyrektor Biura Ubezpieczeń Korporacyjnych w spółce Signal Iduna. Wraz z zespołem firmy Phinance pracował nad przygotowaniem i realizacją projektu „Ochrona Phinance”. Planował i wdrażał plan restrukturyzacji w obszarze sprzedaży, tworzył strategię sprzedaży produktów ubezpieczeniowych, zarządzał zespołem w obszarze B2B.
Od 2016 w Grupie PFR jako project manager w spółce PFR TFI S.A. odpowiadał za pracę w zespole międzyresortowym, opracowując założenia do ustawy o Pracowniczych Planach Kapitałowych. Są one jednym z założeń budowy kapitału w ramach rządowej Strategii na rzecz Odpowiedzialnego Rozwoju.
Od października 2018 prezes zarządu PFR Portal PPK Sp. z o.o. Publikuje w prasie finansowej i ekonomicznej artykuły poświęcone ubezpieczeniom emerytalnym i Pracowniczym Planom Kapitałowym.

## Życie prywatne
Żonaty z Katarzyną. Interesuje się historią, podróżami oraz pszczelarstwem.